# Антонио Мохамед
Рикардо Антонио Мохамед Матијевић (шп. Ricardo Antonio Mohamed Matijevich Буенос Ајрес, 2. април 1970) је аргентински фудбалски тренер и бивши фудбалер. Као фудбалер је играо на позицији нападача.

## Успеси
Уракан
- Примера Б Насионал (1) : 1989/90.[6]

 Аргентина
- Копа Америка (1) :   1991.[7]

Тренер
 Индепендијенте
- Копа судамерикана (1) : 2010.[8]
- Рекопа судамерикана: (финале: 2011)[9]

Тихуана
- Прва лига Мексика (1) : 2012. Апертура[10]

Америка
- Прва лига Мексика (1) : 2014. Апертура[11]

 Монтереј
- Прва лига Мексика (1) : 2019. Апертура[12]
- Куп Мексика (2) : 2017. Апертура,[13] 2019/20.[14]

 Атлетико Минеиро
- Суперкуп Бразила (1) : 2022.[15]
- Првенство Минас Жераиса (1) : 2022.[16]